# Mygdon (Vater des Krusis)
Mygdon (altgriechisch Μύγδων) ist in der griechischen Mythologie der eponyme Heros der Landschaft Mygdonia im Grenzgebiet zwischen dem antiken Makedonien und Thrakien.
Laut Stephanos von Byzanz, der ihn dreimal erwähnt und sich dabei wohl jeweils auf die Makedonika des griechischen Historikers Theagenes bezieht, war er der Vater des Krusis und des Grastos. Sowohl Krusis als auch Grastos und dessen Nachfahren waren ihrerseits eponyme Gestalten weiterer Landschaftsteile oder Städte: Krusis für ein Gebiet der Mygdonia, das Krusis genannt wurde, Grastos für die entsprechende Landschaftsbezeichnung Grestonia. Nach dessen Töchtern, die Grastos mit mehreren Frauen hatte, wurden auch die Städte Parthenopolis – das Grastos wegen deren unzivilisierten Lebensweise und der mangelnden Geselligkeit gründete – und Tirsai nach der Tochter Tirsa benannt.
Warum eine Gestalt namens Mygdon zum einen in Phrygien als Herrscher, zum anderen in Bithynien als König und drittens in Makedonien als Eponym mythologische Kraft entfaltete, versuchte Ephoros von Kyme damit zu erklären, dass Mygdon mit den idäischen Daktylen vom Ida ins makedonische Europa gezogen war.